# Коулман, Дебора
Дебора Франсин Коулман (англ. Deborah Francine Coleman; 3 октября 1956, Портсмут, Виргиния, США  — 12 апреля 2018, Норфолк, Виргиния, США) — американская блюзовая певица и гитаристка,  автор песен. Девятикратный номинант Blues Music Awards в номинациях «Исполнительница современного блюза» (1998—2005), «Блюзовый гитарист» (2000), «Артист года» (2003)  . Лауреат премии Orville Gibson Award в номинации «Лучшая блюзовая гитаристка» (2001).

## Биография
Дебора Коулман родилась в Портсмуте в семье военных, любителей музыки. Вместе с назначениями родителей, в детстве она понемногу жила в Сан-Диего, Сан-Франциско Бремертоне, Вашингтоне и близ Чикаго. Дебора, глядя на своего отца, игравшего на пианино, старшего брата-гитариста и сестру, владевшую и тем, и тем, и увидев по телевизору концерт группы The Monkeys, начала осваивать гитару в возрасте 8 лет. К 15 годам она уже играла на бас-гитаре в нескольких R&B и рок-группах Портсмута. Как она вспоминала «Я начала играть на басу, потому что все парни играли на гитарах, и это был единственный способ попасть в группу. Они говорили: „Ну, если ты играешь на басу, ты можешь играть с нами, но ты не будешь играть на гитаре“» . Позже она всё равно переключилась на гитару под впечатлением от Джими Хендрикса, затем увлеклась The Beatles, затем через блюз-рок группы типа Cream, пришла к корневому блюзу в возрасте примерно 20 лет: «Я увидела Джона Ли Хукера, Хаулина Вулфа и Мадди Уотерса и я была просто потрясена» . В 1974 году закончила Deep Creek High School в Чесапике. В 1981 году вышла замуж и сосредоточилась на воспитании дочери, работая днём медсестрой и электриком. Когда дочь несколько подросла, Коулман понемногу начала выступать сольно, потом с 1985 года с женской группой Moxxie. Когда эта группа распалась в 1988 году, она играла в составе R&B-трио. После двух лет гастролей с трио, Дебора Коулман отдельно занялась выработкой блюзовых навыков. 
В 1993 году она приняла участие в Национальном поиске талантов на фестивале блюза в Чарльстоне (Южная Каролина) и заняла там первое место. Коулман немедленно собрала свою собственную гастрольную группу Thrillseekers и начала сольную карьеру в качестве руководителя группы. В 1995 году исполнительница записала свой первый альбом Takin' a Stand, использовав приз в виде оплаченного студийного времени. Альбом привлёк внимание Blind Pig Records, на которой Коулман выпустила четыре альбома.  
Выступала на самых престижных музыкальных фестивалях: North Atlantic Blues Festival (2007), Waterfront Blues Festival (2002), Monterey Jazz Festival (2001), Ann Arbor Blues and Jazz Festival (2000), Sarasota Blues Festival (1999), San Francisco Blues Festival (1999), Fountain Blues Festival (1998). В 2005 году стала единственной женщиной, выступившей на концерте, посвященном 80-летию Би Би Кинга 
Жила в Чесапике. Неожиданно умерла 12 апреля 2018 года в больнице Норфолка от осложнений бронхита и пневмонии. 
«Дебора Коулман — американская блюзовая гитаристка и певица, тяготеющая к блюз-року. Явное влияние Хендрикса в сочетании с собственными интересными идеями и большой исполнительской энергетикой» .
«Дебора Коулман привнесла в блюз новое волнующее звучание, она очень электризующая и энергичная, но определенно с корнями блюзе, но всё-таки не блюз-рокерша, как, скажем, Джоанна Коннор» 

## Дискография
| Год  | Название           | Лейбл     |
| ---- | ------------------ | --------- |
| 1995 | Takin' a Stand     | New Moon  |
| 1997 | I Can't Lose       | Blind Pig |
| 1998 | Where Blue Begins  | Blind Pig |
| 2000 | Soft Place to Fall | Blind Pig |
| 2001 | Livin' on Love     | New Moon  |
| 2002 | Soul Be It         | Blind Pig |
| 2004 | What About Love?   | Telarc    |
| 2007 | Stop the Game      | JSP       |